# Gia Phương
Gia Phương là một xã thuộc huyện Gia Viễn, tỉnh Ninh Bình, Việt Nam.

## Địa lý
Xã Gia Phương nằm ở trung tâm huyện Gia Viễn, cách trung tâm thành phố Ninh Bình 15 km, có vị trí địa lý: 
- Phía đông giáp xã Gia Lập
- Phía nam giáp xã Gia Thắng và xã Gia Trung
- Phía tây giáp xã Gia Vượng
- Phía bắc giáp xã Gia Vân và xã Gia Hòa.

Xã Gia Phương có diện tích 5,83 km², dân số năm 2019 là 4.412 người, mật độ dân số đạt 757 người/km².
Xã này nằm trên Quốc lộ 37C (nâng cấp tỉnh lộ 477, 479) nối từ ngã ba Gián Khẩu (Quốc lộ 1A) qua thị trấn Me đến Ngã ba Chạ sang Hòa Bình và tỉnh lộ 477B (đường Vua Đinh) nối từ Me tới Gia Thắng.

## Văn hóa

### Chùa Kỳ Lân
Chùa Kỳ Lân còn gọi là chùa Hang ở trong hang núi Kỳ Lân ở xã Gia Phương (ở thành phố Ninh Bình cũng có một núi Kỳ Lân khác nằm trong sông Tràng An). Núi Kỳ Lân gắn liền với truyền thuyết về Đinh Bộ Lĩnh. Tương truyền, ở lưng chừng núi là mộ tổ phát tích của Đinh Công Trứ và dòng họ Đinh Bộ Lĩnh.
Động Kỳ Lân có độ cao so với chân núi gần 40 mét. Đây là động dài khoảng 100 mét, rộng 40 mét, là động thông xuyên qua núi. Trong động có nhiều nhũ đá đẹp, có lối lên trời, có lối xuống "âm phủ", bởi từ giữa động có khoảng trống cao hun hút lên đến đỉnh núi lộ thiên, lại có hố sâu thẳm đên chân núi, tạo ra âm dương đối đãi, cân bằng. Có lẽ, chính vì vậy người xưa đã biến động thành chùa. Trong "chùa" có xây bệ và đặt các tượng Phật.

### Đền thờ Đinh Bộ Lĩnh
Đền Đinh Bộ Lĩnh ở xã Gia Phương còn có tên là đền Văn Bòng, là nơi thờ trên quê gốc của Vua. Đền nằm ở giữa con đường lịch sử có tên gọi đường Vua Đinh, nối cố đô Hoa Lư qua sông Hoàng Long tới động Hoa Lư

### Nhà thờ họ Nguyễn
Di tích Khởi Nguyên Đường là nơi thờ thủy tổ họ Nguyễn Việt Nam, tức Nguyễn Bặc, tại đây còn có mộ và đền thờ Nguyễn Bặc đã được xếp hạng di tích quốc gia.

## Danh nhân
Gia Phương là quê hương của Đinh Tiên Hoàng Đế, người có công dẹp loạn 12 sứ quân thống nhất giang sơn và lập ra nhà nước Đại Cồ Việt trong lịch sử Việt Nam. Nơi đây cũng là quê hương của Nguyễn Bặc - thủy tổ dòng họ Nguyễn Việt Nam.